# (73301) 2002 JB70
(73301) 2002 JB70 – planetoida z pasa głównego asteroid okrążająca Słońce w ciągu 4,65 lat w średniej odległości 2,78 j.a. Odkryta 7 maja 2002 roku.